# Valhala
Valhala (Valhall) je u nordijskoj mitologiji ogromna rajska dvorana, dvorac boga Odina. U njoj borave ratnici poginuli u boju. Valhala ima 540 dveri kroz koja svako jutro izlaze tisuće ratnika kako bi se borili; tako vježbaju za konačnu borbu, Ragnarök. Nakon bitke jedu meso vepra Sehrimnira koji svaku večer ponovno oživi. Koza Heidrun stoji na Valhali i hrani se lišćem i grančicama drveta koje se nazivlje Lerad; iz njena vimena teče medovina koju piju ratnici. Poslužuju ih lijepe Valkire, one i biraju koji će ratnici iz borbe doći u Valhalu, naime, samo polovica palih ratnika pripada Odinu; druga polovica pripada božici Freyji. Asgard je raj ratnika i sjedište bogova. U njega vodi stotine vrata. Grede su tamo od koplja, a crijepovi od štitova. Ratnici izlaze samo da bi se borili. Valhala je ogromna dvorana u kojoj stoluje Odin. Tu okuplja sve svoje ratnike na velike gozbe. Valkire ih poslužuju. 